# Lily Blatherwick
Lily Blatherwick (Richmond, 1854 - Londen, 26 november 1934) was een Britse schilderes. 

## Biografie

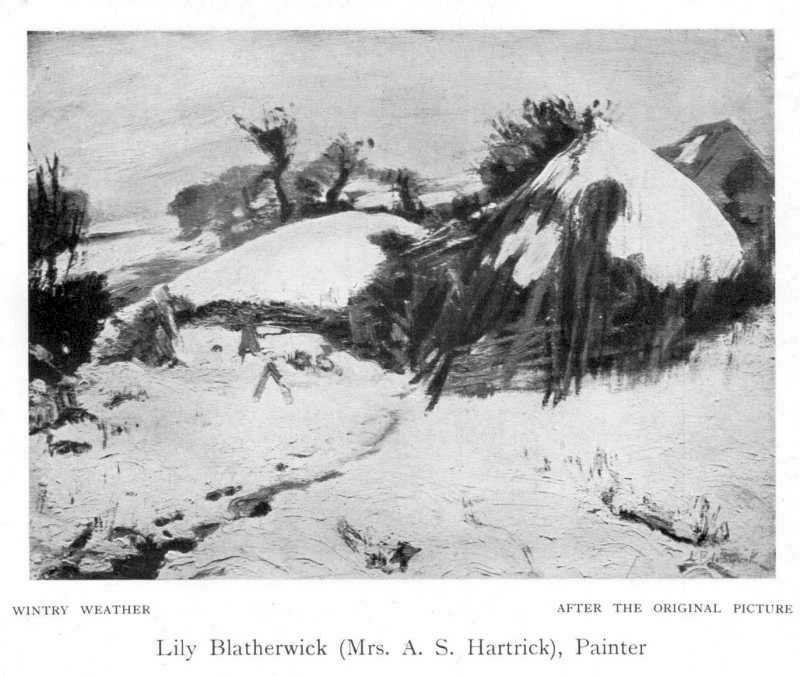
Wintry Weather

Lily Blatherwick werd in 1854 geboren in Richmond upon Thames en exposeerde haar werken vanaf 1877 aan de Royal Academy of Arts. Haar vader, Charles Blatherwick, was een arts en een enthousiaste amateur-aquarellist die betrokken was bij de oprichting van de Royal Scottish Society of Painters in Watercolour.
In 1896 trouwde Blatherwick met haar stiefbroer, de kunstenaar Archibald Standish Hartrick, die de zoon was van de tweede vrouw van Lily's vader uit haar eerste huwelijk. Het echtpaar woonde tien jaar in Tresham in Gloucestershire. Daar richtten ze de kleine dorpskerk opnieuw in, terwijl ze allebei hun artistieke carrière voortzetten. Ze tentoonstelden allebei werken in de Continental Gallery in 1901.
Blatherwick's schilderijen waren te zien bij verschillende tentoonstellingen, waaronder twee bloemenschilderijen op een tentoonstelling van het Royal Glasgow Institute of the Fine Arts in mei 1900, The House With the Green Shutters op de tentoonstelling van het Royal Glasgow Institute of the Fine Arts in 1903, en een schilderij van Narcissen in een blauwe vaas op de tentoonstelling van de Royal Academy of Arts in 1904 in Burlington House.
Haar werk Wintry Weather werd opgenomen in het boek Women Painters of the World uit 1905.
Blatherwick overleed in 1934 in Londen, maar werd begraven op het kerkhof in Tresham.
- RKD-Nederlands Instituut voor Kunstgeschiedenis: 133641
- Union List of Artist Names: 500107388
- Virtual International Authority File: 96483564